# 鼓室形成術
鼓室形成術（こしつけいせいじゅつ）とは、中耳に発生した問題を外科的に取り除き、さらに鼓室、すなわち、中耳の部分の空洞とその機能を修復する手術のことである。大きく分けて5つの術型が存在するものの、中には行われなくなった術型も存在する。

## 概要
中耳には、外耳道から入ってきた音を、鼓膜と耳小骨によって、内耳へと効率良く伝えるという働きがある。もし、鼓膜や耳小骨に何らかの問題が生じていると、仮に内耳や神経や脳が正常であっても外からの音が聞こえにくい状態、すなわち、伝音難聴となる。この問題を解決するために鼓室形成術が行われる。また、初期の真珠腫性中耳炎には難聴などを伴わない場合もあるが、真珠腫の除去を行うために鼓室形成術が行われることもある。なお、術型は大きく分けて5つが存在するが、中耳の状態に応じて、I型〜IV型の4つの術型の中から選択される。

## 5つの型
以下、鼓室形成術の5つの型について、それぞれ解説する。

### I型
鼓膜の再建を行う術型が、鼓室形成術Ⅰ型。鼓膜には再生能力があるものの、鼓膜に開いた穴がいつまでも修復されないことがある。鼓膜は、外耳道からの音を受け止めて槌骨へ音を伝えるという役割の他に、異物の侵入を防ぐという役割もあるのだが、これらの機能を復活させるために、鼓室形成術Ⅰ型を行う。ただし、鼓室形成術I型が行われるのは、あくまで耳小骨に異常がない（耳小骨の機能が保たれている）時に行われる術型である。問題があるのは鼓膜の穴が閉鎖しないことだけであって、耳小骨の機能が保たれているかどうかは、鼓膜に穴が開いたままの状態と、鼓膜の穴を湿らせた綿で覆った状態とで、それぞれ聴力検査を行うことで確認する。もしも、鼓膜の穴を湿らせた綿で覆った状態にした時に気導聴力が改善するようであれば、耳小骨の機能は保たれていると判断され、この鼓室形成術Ⅰ型が行われる。逆に、鼓膜の穴を湿らせた綿で覆った状態にしても気導聴力が改善しない場合は、耳小骨の機能にも問題が起きていると判断され、状況によって、鼓室形成術II型、III型、IV型の中から術型が選択される。

### II型
本来は槌骨に接している鼓膜を、砧骨に直接接続する術型が、鼓室形成術II型。耳小骨の内、槌骨と砧骨との間で音の伝達が上手くいっておらず、対して、砧骨と鐙骨との間では音が正常に伝達されている時に行われることがある。ただし、鼓室（中耳の空洞）の大きさが変わってしまうなどの鐙骨理由で、近年は行われなくなってきた方法である。

### III型
当初、槌骨を除去した上で、本来は槌骨に接している鼓膜を、鐙骨に直接接続する術型だった。しかし、この方法だと鼓室（中耳の空洞）の大きさが変わってしまうなどの理由で、鐙骨に軟骨などで作った支柱を追加し、その上に鼓膜を接続することで、鼓室の大きさ保つように方法が変更された。これらを区別するために、前者が鼓室形成術III型、後者が鼓室形成術III型変法などと呼ばれる。耳小骨の内、鐙骨だけは機能が保たれている時に行われる。

### IV型
当初、本来は槌骨に接している鼓膜を、鐙骨の底板に直接接続する術型だった。しかし、この方法だと鼓室（中耳の空洞）の大きさが変わってしまうなどの理由で、鐙骨の底板に軟骨などで作った支柱を追加し、その上に鼓膜を接続することで、鼓室の大きさ保つように方法が変更された。これらを区別するために、前者が鼓室形成術IV型、後者が鼓室形成術IV型変法などと呼ばれる。鐙骨の大部分が破損していても、鐙骨の底板は十分に振動できる状態にある時に行われる。

### V型
三半規管の一部に穴を開け、そこに鼓膜を接続する術型が、鼓室形成術V型。鐙骨の底板が固着して振動しない場合に行われていた方法で、三半規管に人工的に開けた穴から音を内耳に入れるという考えに基づいて行われた。しかし、この方法は内耳にダメージを与えてしまうなどの問題が発生しやすく、完全に廃れ、行われなくなった方法である。